# 軟骨鈣質沈積病
軟骨鈣質沈積病（英語：chondrocalcinosis）又稱為軟骨鈣化是指透明軟骨和／或纖維軟骨的鈣化（鈣鹽沈積）。可以在放射線攝影術或 X 光檢查時發現。

## 原因
一般人群中約有 50％ 在腳踝關節中發現磷酸鈣沉積，這可能與骨關節炎有關。
軟骨鈣質沈積病的另一個常見原因是二水合焦磷酸鈣晶體沉積病（英語：calcium pyrophosphate dihydrate crystal deposition disease，CPPD）。據估計，CPPD 的盛行率占歐洲和美國成年人口的 4％ 到 7％。但過去的研究可能高估了這個盛行率，因它們只是單純由軟骨鈣質沈積病的盛行率替代，而不管引起軟骨鈣質沈積病的背後病因。
低血鎂症也可能造成軟骨鈣化，且補充鎂可能可以減輕或緩解症狀。某些情況，創傷造成的關節炎也能造成軟骨鈣化。
軟骨鈣質沈積病的其它病因包括：
- 高血鈣，特別是副甲狀腺功能亢進症引起的
- 關節炎
- 痛風
- 肝豆狀核變性
- HFE遺傳性血色病（血色素沉著病）
- 褐黃病（英语：Ochronosis）
- 低磷酸酯脢症
- 甲狀腺機能低下症
- 高草酸血症
- 肢端肥大症
- 吉特曼氏綜合症

## 診斷
軟骨鈣質沈積病能以X 光、X射線計算機斷層成像（電腦斷層掃瞄，CT scan）、核磁共振成像（MRI）、醫學超聲檢查和核醫學確診。CT 和 MRI 掃瞄可以看到鈣化腫塊（通常在黃韌帶或關節囊內），然而，X 光檢查才是這個問題最佳診斷工具。超音波檢查時，透明軟骨內可能會出現高超音波顯影且無超音波陰影（acoustic shadow）的病兆。與多數情況一樣，軟骨鈣化與其它疾病（如：僵直性脊椎炎和痛風）的臨床表現可能很相似，且不易鑑別。